# Café de Guatemala
El café (coffea) es uno de los principales productos de la economía guatemalteca desde la década de 1850; durante el siglo XX  y la primera década del siglo XXI, Guatemala fue el país centroamericano con la mayor producción de café, actualmente es el décimo productor de café a nivel mundial (hacia 2014). Los principales productos del sector cafetalero son café verde, café tostado y bebidas de café, representando 4% del PIB guatemalteco (2014). En el 2013 el grano totalizó 714 millones de dólares estadounidenses con 522 mil en ventas al exterior.
Guatemala es miembro de la Organización Internacional del Café como país exportador.

## Regiones cafetaleras

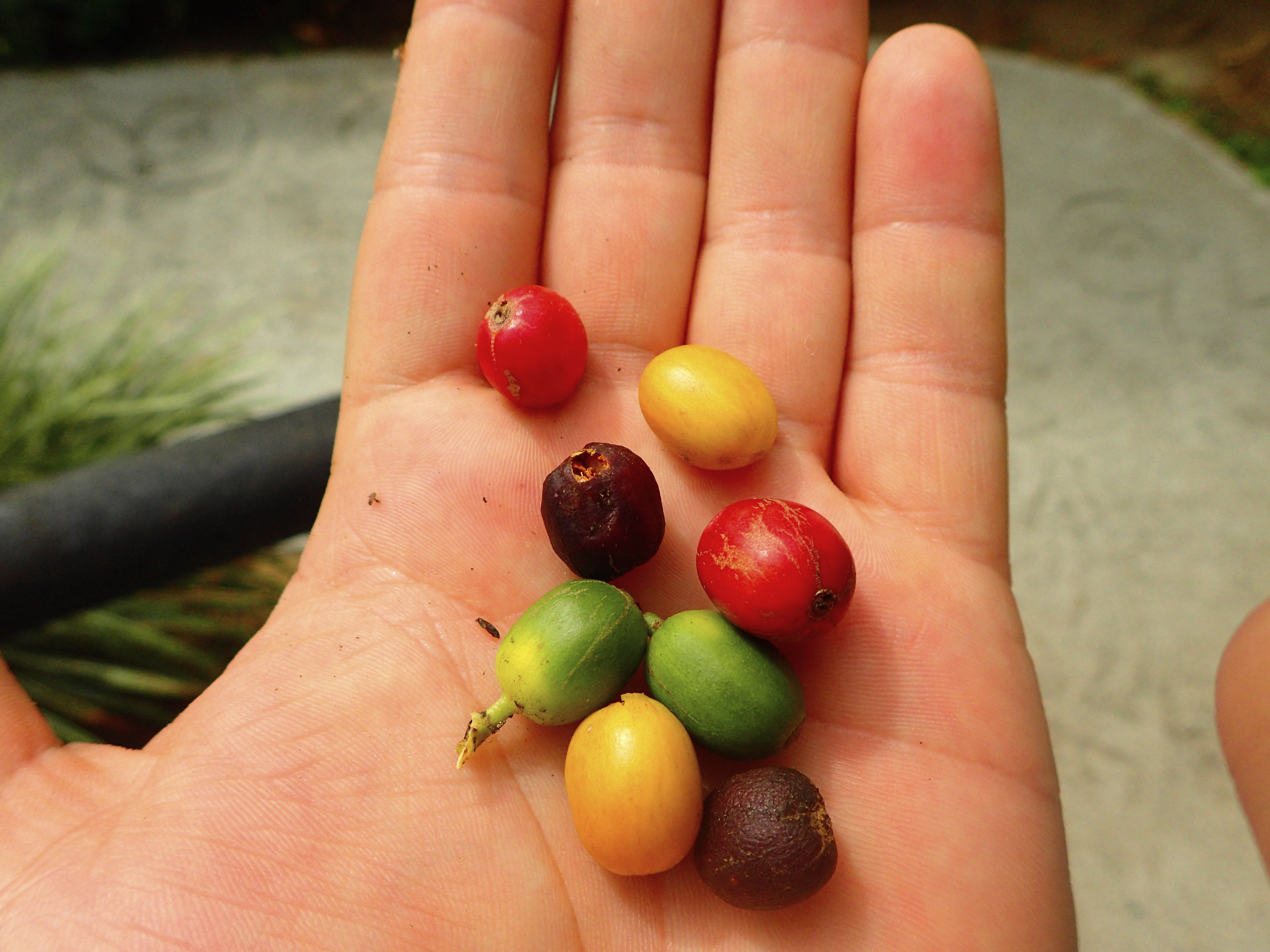
Granos de café en todas sus etapas.

Existen ocho regiones cafetaleras en el país, la primera de ellas Acatenango Valley, donde los caficultores han cultivado el grano bajo densa sombra a una altitud de hasta 2.000 m s. n. m. La segunda, Antigua Coffee, es una región se caracteriza por ser un suelo volcánico y rico en minerales, con poca humedad, mucho sol y noches frías. Este valle está rodeado de tres volcanes: Agua, Fuego y Acatenango.
La tercera región es la llamada Tradicional Atitlán, uno de los terrenos más ricos en material orgánica del país, la tradición artesanal de los caficultores de la región es altamente desarrollada y se refelja en el cultivo y procesamiento del grano.
Desde siempre, Cobán ha sido un lugar muy importante en la producción del café nacional (impulsada por los inmigrantes alemanes), caracterizado por su humedad, clima templado, lluvioso y frío casi todo el año. Es denominado como la región cafetarela de Rainforest Cobán. En la región metropolitana cercana a la Ciudad de Guatemala se ha desarrollado el cultivo del café, muy importante en la zona de Fraijanes (denominándose como: Fraijanes Plateau).
Highland Huehue es otra región donde se produce el café (fronterizando entre Huehuetenango y Quiche), conocido por su nombre en inglés («Altos de Huehue»), se caracteriza por sus altos terrenos montañosos que penetran en las montañas provenientes de las planicies de Tehuantepec en México. Sus cultivos alcanzan hasta los 2.000 metros de altura. New Oriente (entre el sur de Izabal, Chiquimula, norte de Zacapa, norte de Jutiapa y parte de El Progreso) se ha convertido en una unidad productora de café, elevando el nivel de vida de muchas personas en la región.
Y por último se encuentra la región cafetalera de Volcanic San Marcos. La más cálida de las ocho regiones de café, San Marcos, es también la que tiene el régimen pluvial más alto, alcanza 5.000 mm.

## Geografía

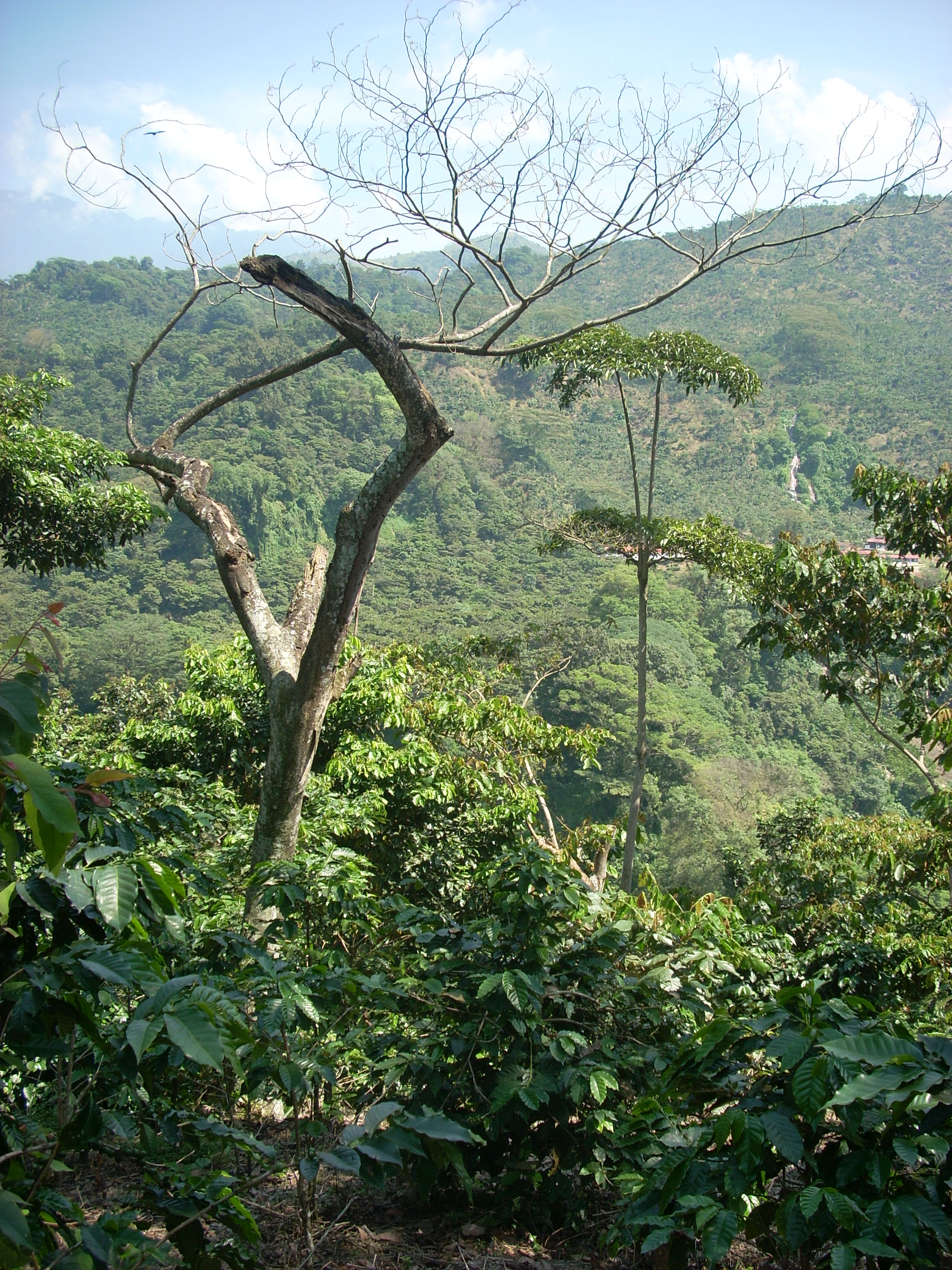
Plantaciones de café "Las Merceditas" ubicado en San Rafael Pie de la Cuesta, Guatemala.

Las cadenas montañosas que entrecruzan el país, permiten que el café se produzca en casi todas las regiones de Guatemala. El más fino, considerado de especialidad, se cultiva entre 1.300 y 2.000 metros sobre el nivel del mar. Guatemala tiene 108.889 km² de superficie, de los cuales el café se cultiva en el 2,5% de dicho territorio nacional (es decir unas 270.000 hectáreas de cultivos) se producen en 20 de los 22 departamentos del país.

### Temperatura
La temperatura más adecuada para el crecimiento saludable y abundante de la producción de café en Guatemala es el de 16 a 32°C. En tierras situadas a una altitud de 500 a 700 metros sobre el nivel del mar, las plantas jóvenes deben ser sombreadas. En zonas con un promedio de una altitud de 1.500 metros, las plantaciones deben ser protegidas de los vientos fríos del norte. En su mayor parte, las plantaciones de café están situadas a una altitud que varía entre los 500 y 5.000 metros sobre el nivel del mar.

### Zonas de Plantación
En Guatemala existen alrededor de ocho zonas donde se cultiva mejor el café, la mayoría se concentran en el occidente en los departamentos de: San Marcos, Huehuetenango, Sololá (Santiago Atitlán y San Lucas Tolimán) y Alta Verapaz (Cobán). En la región central y/o metropolitana se cultivan en: Fraijanes (Ciudad de Guatemala) y Antigua Guatemala (Sacatepequez). El oriente guatemalteco es conocido por ser una tierra más seca y menos fértil, aunque existen amplias áreas donde se cultiva el café guatemalteco como por ejemplo en áreas de Chiquimula (en las faldas del volcán de Ipala), en ciertas zonas de Jutiapa y a lo largo de la cadena volcánica de la Sierra de las Minas (El Progreso).

## Historia

### Inicios

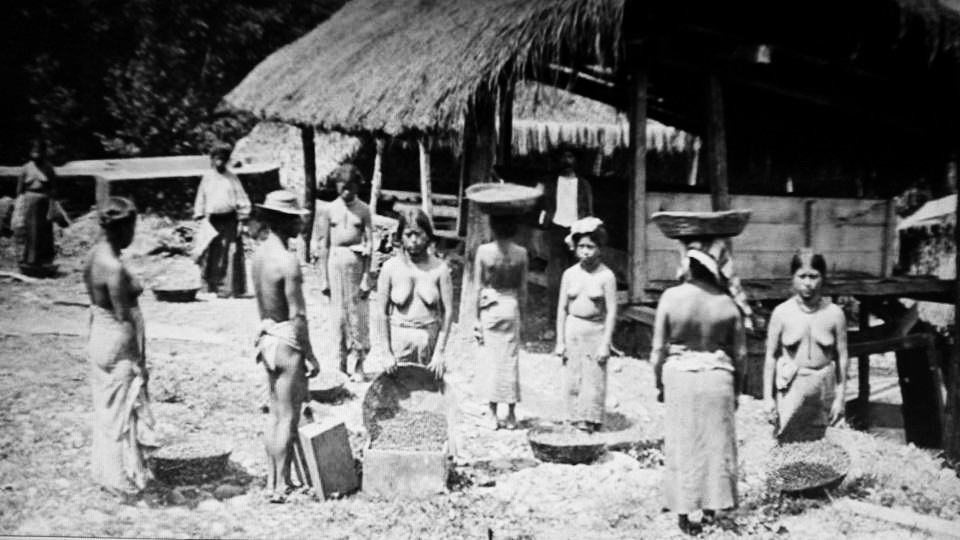
Trabajadores indígenes en una plantación de café en 1875.

Las primeras plantaciones de café en Guatemala fueron traídas por Frailes Dominicos durante mediados de la conquista española. Aunque durante gran período las producciones de Guatemala estuvieron dominadas por la grana y cochinilla, el café estuvo en manos de monjes y frailes, la mayor parte de las plantaciones se cultivaban en los jardines de los conventos de Santiago de los Caballeros (actualmente Antigua Guatemala) y la mano de obra eran comúnmente los indígenas mayas. Luego del terremoto de Santa Marta en 1773, se perdió mucha producción del café, y las plantaciones que sobraron se trasladaron a la posterior capital en el Valle de la Ermita (actualmente Ciudad de Guatemala).

### La caída de la producción del café en la época independista
Los terremotos de 1773 y 1776 contribuyeron a la caída de la producción del café en la Capitanía General de Guatemala (actuales Chiapas, Guatemala, El Salvador, Honduras, Nicaragua y Costa Rica), aunque la producción continuó en mayor decadencia durante las guerras independentistas, en la primera década del siglo XIX.
En 1827, Jacobo Haefkens, el Cónsul General de Holanda para América Central (con sede en Guatemala), observó que el café no se cultivaba de manera específica, solamente había algunos árboles que dejaban crecer el cultivo liberadamente. El café se tenía casi excluisvamente de ornato, ya que los granos ya no eran muy usados, excepto por los pocos extranjeros que quedaban luego de la independencia de 1821. Aparte que la producción y la cantidad de costales de café decayó gravemente, el valor se elevó, ya que cada medio costal se vendían por dos reales, Jacobo exclamó que el valor «era incluso más caro que en Europa».

### La promoción y desarrollo del café guatemalteco (1831-1940) y la influencia inmigratoria
Durante las luchas entre liberales y conservadores (los liberales deseaban impulsar el café y comerciar con Europa, mientras que los conservadores deseban seguir con los regímenes establecidos durante la colonia), cuando ganó el gobierno liberal de Mariano Gálvez, promovió e impulsó la llegada de los primeros europeos no-españoles a desarrollar la producción del café, a cambio se les otorgaban tierras de cultivo, y una buena estadía en el país.
La industria del café comenzó a desarrollarse entre los años 1850 y 1860, mezclando inicialmente su cultivo con la cochinilla. Plantaciones pequeñas prosperaron en áreas de Amatitlán y Antigua Guatemala en el suroeste del país. El crecimiento inicial fue lento debido a la falta de conocimiento y tecnología. Muchos hacendados tenían que depender de préstamos y pedir prestado a sus familias para financiar sus fincas de café. Luego la producción de café pasó a ser propiedad de las empresas extranjeras que poseían el poder financiero para comprar plantaciones e invertir en tecnología.
La escasez de mano de obra era el principal obstáculo para un rápido aumento de la producción de café en Guatemala. En 1887, la producción fue de más de 22.000.000 kg. En 1891, 24.000.000 kg. De 1879 a 1883, Guatemala exportó 133.027.289 kilogramos de café. Para 1902 las plantaciones de café más importantes se encontraban en la costa sur.

#### Influencia de Italia y Francia
Los gobiernos liberales antes del auge alemán, se interesaron en seguir un modelo económico e infraestructural como en el Italia y Francia, y hubo mayor interés en atraer a latifundos y burgueses de esos países a desarrollar aparte el sistema político y social, incluyendo la producción del café (principal producto de atracción para los liberales). Uno de los primeros europeos en aceptar esta solicitud fue el italiano Gerónimo Mancinelli,(Manchinelly) un italiano que se avecindó en la Jurisdicción de San Pablo, San Marcos en 1846-1947, que también inició con el cultivo en el Soconusco, Chiapas, México en su finca "La Chácara" dentro de los linderos del municipio de Tuxtla Chico, Chiapas, en las faldas del volcán Tacaná, posteriormente en la región altiplana se expandió una colonia de café dominada por inmigrantes italianos y franceses.

#### Influencia de Bélgica, Inglaterra y Países Bajos
Posteriormente, en junio de 1848, se inició un proyecto de Bélgica e Inglaterra como iniciativa del rey Leopoldo I de Bélgica y aprobado por Mariano Gálvez y después por el gobierno de Rafael Carrera, lo que hizo posible su continuación. El proyecto se trató de construir vías marítimas para facilitar la exportación del café, que unía los ríos Motagua y Polochic, ya que los ingleses y belgas estuvieron muy interesados en las riquezas naturales de Izabal y Baja Verapaz donde cruzaban los ríos. Los primeros navíos que entraron en Santo Tomás de Castilla (Izabal) fueron Theodore, Louise Marie y Ville de Bruxelles en el cual la mayor parte de los colonos eran belgas, seguido por los ingleses y franceses, y un número pequeño de alemanes y holandeses. Pronto Santo Tomás de Castilla se convertiría en un importante poblado belga donde también se desarrollaba el café. Lamentablemente, debido a las infestaciones climáticas muchos colonos fallecieron por enfermedades, y además se perdieron muchas plantaciones. El proyecto decayó ya que los nuevos gobiernos del país se encantaron más por los nuevos proyectos que tenía Alemania con Cobán, Alta Verapaz, dejando en olvido el proyecto de Bélgica e Inglaterra.

#### Influencia de Alemania

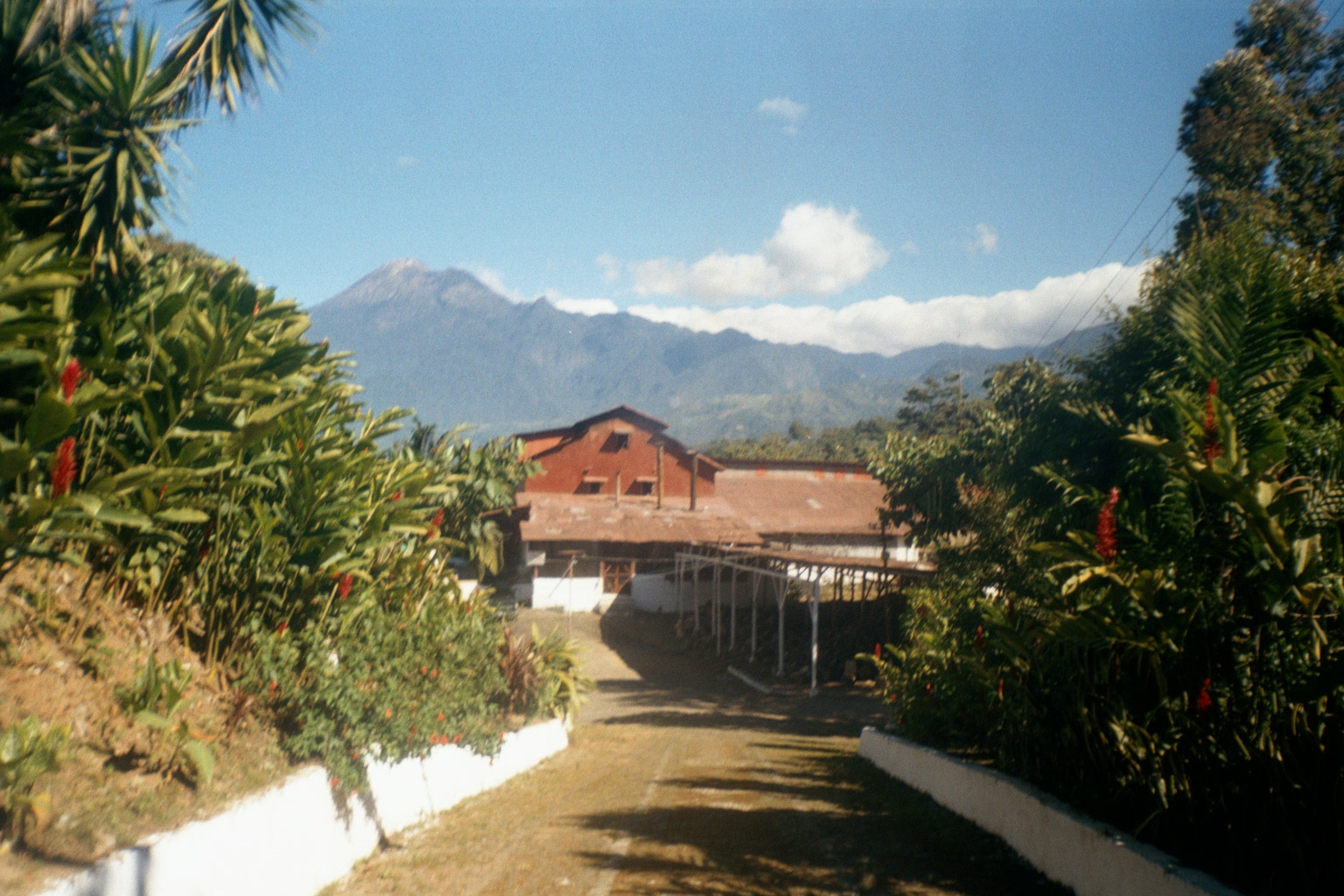
Plantación de café en la fincas construidas por los alemanes.

La colonización alemana en Guatemala estuvo comprendida entre 1864 y 1940. La inmigración alemana en Guatemala fue incentivada por el gobierno de Justo Rufino Barrios, que dio empuje a una época dorada del café de Guatemala y una colonia alemana muy creciente en Cobán (Alta Verapaz) y más tarde en Xelajú (Quetzaltenango).

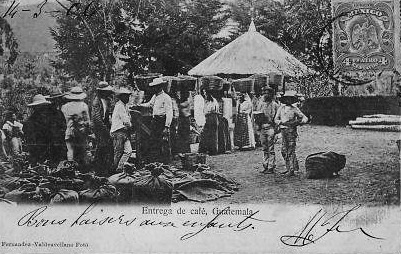
Entrega del café en una finca de alemanes.

Rodolfo Diesseldorf y su familia fueron los primeros en ser propietarios de las primeras fincas de producción del café en Cobán. Al hablar bien del lugar llegaron oleadas de alemanes interesados en desarrollar el café en la región y construir sus propias fincas. Hacia 1880 dos terceras partes de la producción del café (tanto terrenos como fincas) estuvieron en manos de alemanes. Los que más atrajo a los inmigrantes a desarrollar el café en la región y quedarse permanentemente en el lugar fue el aislamiento natural, el clima templado y el suelo fértil, además de las posibilidades del desarrollo agrícola y comercial. La Ley de Inmigración, de 1879, les facilitó el control de fincas, ya que fue un intento para regular y definir los derechos de los alemanes en Guatemala. La norma prometía concesiones y un título gratis de tierras baldías, en la cual muchas tierras de los indígenas pasarían a pertenecer a los colonos alemanes.
Pronto, los alemanes llegaron a monopolizar el comercio de tiendas y fincas de café al por mayor en toda la región de Cobán, aunque el número de fincas se extendió en casi toda Alta Verapaz y parte de Baja Verapaz. Los alemanes mejoraron la calidad y producción del café, y además introdujeron nuevas técnicas e innovaciones de su cultivo.
Asimismo, los alemanes crearon con sus empresas una infraestructura económica que obligó a mejorar el transporte. Ampliaron y extendieron caminos y carreteras, introdujeron un sistema de trenes de carretas de mulas para el transporte de productos y de personal entre las fincas, contrataron una línea de barcos de vapor para proveer servicio marítimo entre los puertos fluviales, como Panzós y Livingston; también un servicio de barco trasatlántico entre Livingston y los puertos de Europa.

## Principales productos del café guatemalteco

### Café León
El café León es una de las marcas más exportadas y de mejor calidad en Guatemala. Su fundación fue en 1938 por Salvador León Zapico, dándole de nombre a la marca su apellido y con el eslogan: «Deja que su sabor te envuelva». Los primeros locales de este café estuvieron en la zona 1 (el Centro histórico) ya que la región poseía plantaciones de café, las cuales se empezaron a tostar y a moler, y se empaquetaban dos calidades de café: Café León extra y Café León primera. Desde la década de 1980, el local se convirtió en un museo activo donde se muestra la historia de la empresa y como se mole el grano para el dicho café. La comercialización del café ha estado aumentando, siendo desde el 2005 uno de los dirigentes del mercado cafetero guatemalteco.

### Café Isabel
Las plantaciones de la finca Santa Isabel, ubicadas entre 1.000 y 1.500 metros sobre el nivel del mar, producen cafés Estrictamente Duros Plus, Estrictamente Duros y Duros. Las variedades principales cultivadas en Santa Isabel son Caturra y Catuai, ambas de la familia de cafés arábicos. Su fundación data en 1899, cuando la familia alemana de Isabel Lehnhoff se asentó en el departamento de Santa Rosa y construyó la finca al observar que la región tenía variedad de granos de café, condiciones climáticas, recursos naturales y suelos volcánicos fértiles. Toda la maquinaria que se encuentra en la trilla fue diseñada en finca Santa Isabel y construida en Guatemala.

### Café Capeuleu
El mismo nombre del café y su proceso muestra la influencia francesa en el café guatemalteco. Es considerado a nivel nacional y a nivel mundial como uno de los café más gourmet del país. La mayor parte de la producción de este café se cosecha en el Lago de Atitlán, Sololá, en una altitud de 1.560 m s. n. m. en las tierras del volcán de Atitlán. Otras producciones importantes se realizan en Antigua Guatemala a 1.500 metros de altura sobre el Volcán de Agua, y se caracteriza por una acidez refinada, un intenso cuerpo y un buen aroma.

## Exportación
Guatemala es un país exportador de café desde 1859. Desde entonces este cultivo constituye un importante generador de empleo y divisas. Guatemala, que en el pasado llegó a producir hasta 4.6 % de la producción total de los países exportadores, disminuye cada vez su participación –ubicándose como el undécimo productor de café y con una cuota de 2.4 % de la producción total en el 2018–. En el período entre junio de 2013 y junio de 2014 reportó exportaciones de 3,88 millones de sacos de 60 kg. La mayor parte corresponde a la variación arábica. El mayor consumidor del café guatemalteco es Estados Unidos (con hasta el 45% del total de los producido), seguido por la Unión Europea (siendo Alemania el principal importador) con una cifra del 23%. Cabe mencionar que Guatemala ocupa el tercer lugar en la exportación de café a la Unión Europea, no es lejos del segundo y primer lugar que corresponden a Vietnam (25%) y Brasil (28%), respectivamente.
Las relaciones entre el mercado de Asia y el mercado guatemalteco se han desarrollado durante la última década (años 2000 en adelante). El principal país asiático consumidor del café guatemalteco es Japón, con un 17%. Canadá es también un importante comprador de la producción del café aromático guatemalteco, cifra que corresponde a un 9%.
A pesar de que el café verde es una de las producciones de café que más se exporta, entre el 2000 y 2009 la cifra de exportaciones de café verde bajo de 4,85 millones de sacos a 3,47 millones de sacos. La crisis del 2001, produjo una notable caída de las exportaciones. Muchos cafetaleros optaron por mantenerse en el sector y buscar nuevas alternativas de diversificación.
En 2010, se reportó un crecimiento de 3,59% en la exportación del café de Guatemala. Al finalizar el año, Guatemala exportó más de 3,7 millones de sacos. Sin embargo esta cifra cayó a 3,3 millones entre el período comprendido entre octubre de 2011 y septiembre de 2012.
Exportaciones ilegales hacia Honduras y México no aparecen en las estadísticas oficiales.

## Anacafé

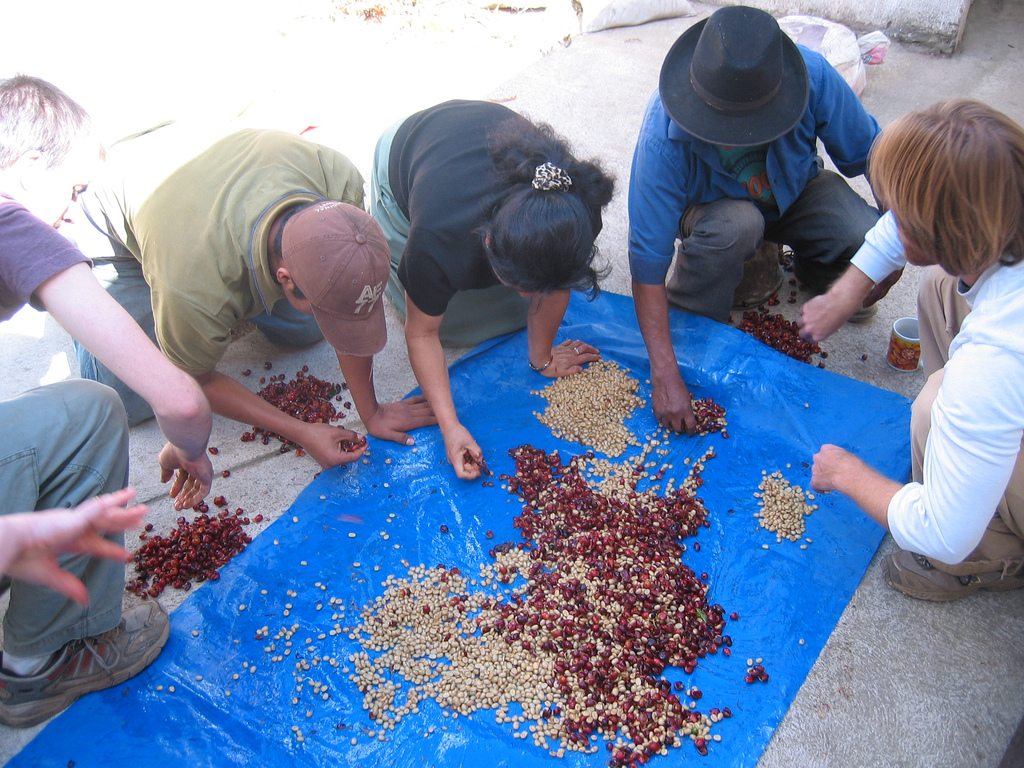
Caficultores de Guatemala.

Anacafé (Asociación Nacional del Café) se estableció en 1960 como una asociación nacional del café, que representa a todos los productores de café en Guatemala. Fue iniciado por los precursores de la Organización Internacional del Café, como una forma de centralizar las estadísticas de la producción de café del país, continuando el trabajo de la Oficina Central del Café, establecida y operada por el gobierno guatemalteco desde 1928.
Ha establecido una marca de café guatemalteco, y ha definido ocho regiones producturas, descritas anteriormente. También ha construido los laboratorios de Análisis de Suelos, Plantas y Aguas «Analab», estableció un programa para los niños en 1994 (Fundación de la Caficultura para el desarrollo Rural, «Funcafé»), y publica El Cafetal, una revista de café. Además representa Guatemala en las reuniones de la Organización Internacional del Café, y recibe ingresos sólo de los cargos por servicios de la exportación de café.

## Trabajo infantil
Investigaciones del Departamento de Trabajo de los Estados Unidos en 2013 han demostrado que algunos de los productores de café de Guatemala utilizan trabajo infantil.